# Численность христиан
По числу последователей христианство является крупнейшей религией мира.
Большинство исследований отмечают, что ту или иную форму христианства исповедуют 33 % населения Земли. Исследование центра Pew Research Center называет цифру в 32 % населения мира.
По некоторым данным доля христиан практически не изменялась последние 40 лет.
Таким образом, в середине 2015 года на Земле проживало 2,419 млрд христиан.
В это число входят все, кто считает себя христианином, вне зависимости от:
- возраста (то есть учтены дети из христианских семей)
- конфессии (то есть учтены и последователи маргинального христианства)
- глубины веры (то есть учтены номинальные и этнические христиане)
- членства в церкви (то есть учтены и христиане, не отождествляющие себя ни с одной конфессией)

## Общие сведения
Христианство является самой распространённой религией мира и единственной религией, чьи приверженцы живут во всех 232 странах мира (по методологии «Всемирной христианской энциклопедии» (2000) и «Энциклопедии религий мира» (2004) — во всех 238 странах мира). На начало XXI века лишь в 116 городах мира (с населением более 50 тыс.) не было ни одной действующей христианской церкви.
В 2015 году в мире насчитывалось свыше 4,3 млн христианских поместных церквей и мест богослужения. Ежегодно число церквей увеличивается на 50 тыс. Христианские богослужения посещают 1,5 млрд человек, в том числе 600 млн — еженедельно.
Тем не менее, несмотря на мировое влияние, христианство считается самой преследуемой религией мира. Авторы Бланкенбургской прокламации утверждают, что более 200 миллионов христиан подвергаются преследованию за свои убеждения. Подобные цифры содержатся в докладе британской спецслужбы МИ-6. В число преследуемых, видимо, входят 124 миллиона христиан из 63 стран, вынужденных скрывать свою веру (т. н. «криптохристиане»).
За всю историю более 70 млн христиан стали мучениками, причём 45 млн из них погибли в XX веке. В XXI веке ежегодно число убитых за веру во Христа увеличивается на 100 тыс. человек.
Большинство христиан мира (64 %) проживает в городах. В диаспоре (вне страны своего происхождения) проживают 408 млн христиан. Средний возраст христианина — 30 лет. При этом 565 млн современных христиан — дети до 15 лет. Ожидаемая продолжительность жизни христианина соответствует среднемировому значению — 68 лет (2001 год). По индексу развития человеческого потенциала христиане находятся выше, чем «не христиане» (0,73 и 0,58 соответственно). Аналогично, уровень грамотности у христиан выше, чем у «не христиан». Читать и писать умеют 88 % взрослых христиан и 81 % взрослых христианок (для «не христиан» уровень грамотности равен 78 % и 60 % соответственно).

## Исторический обзор
Христианство возникло в I веке н. э. и очень быстро распространилось по всей Римской империи. По преданию, к концу I века новое учение достигло Испании на западе и Индии на востоке. К 100 году общая численность христиан составила 800 тыс. человек. Из этого числа половина христиан проживали в Азии, 310 тыс. — в Европе и 90 тыс. — в Африке. К моменту признания в 313 году христианская религия объединяла более 14 млн человек или 7,3 % мирового населения. К 600 году каждый пятый житель планеты (40,4 млн) был христианином; половина христиан (20,2 млн) по прежнему проживала в Азии. Начиная с VIII века, в результате исламской экспансии, численность христиан в Азии стремительно сокращается (к XVI веку в регионе осталось лишь 3,23 млн христиан). К X веку численность христиан Европы превысила показатели Азии; с тех пор и до сего дня Европа лидирует по этому показателю.
Начиная с 600 года удельный вес христиан в общем населении планеты (20 %) практически не менялся в течение тысячи лет. Лишь с XVII века благодаря католическим миссиям в Америке, Азии и Африке процент христиан в мировом населении начинает расти. Этот рост особенно ускоряется с активизацией протестантских миссий (1800-е годы). К началу Первой Мировой Войны (1914 г.) христианство достигло своего исторического пика — 34,7 % населения Земли были христианами. При этом, ок. 70 % христиан проживали в Европе. Последовавшие две мировые войны, стремительный рост населения в нехристианских странах и возникновение социалистических государств в Восточной Европе снизили долю христиан в мировом населении.
Подсчитано, что со времён Иисуса Христа и до сегодняшнего дня на Земле жило 36,8 млрд человек. Из них 8,8 млрд (24 %) исповедовали христианство. В первую тысячу лет существования христианства численность верующих «восточных церквей» (впоследствии сформировавшихся в Православную церковь и Древние восточные церкви) заметно преобладала над численностью верующих «западных церквей». Во втором тысячелетии истории христианства (1000—2000 года) крупнейшей его ветвью является католицизм.

## Основные направления в христианстве
Большинство христиан (95 %) отождествляют себя с той или иной христианской конфессией; остальные 119 млн считающих себя христианами не принадлежат ни одной церкви. Среди последних значительное число составляют криптохристиане, вынужденно скрывающие свою веру. Также около 170 млн христиан одновременно числятся в двух и более христианских конфессиях. Среди таковых немало латиноамериканцев, крещённых в католицизме, но перешедших в протестантизм в сознательном возрасте.

### Католицизм
Чуть более половины всех христиан (более 1,3 млрд) причисляют себя к католицизму. При этом, подавляющее большинство католиков является частью Римско-католической церкви (1,32 млрд). В это число входят и католики восточных обрядов (17,4 млн).

#### Католики восточных обрядов
| Церковь                                    | Численность верующих | Литургический обряд |
| ------------------------------------------ | -------------------- | ------------------- |
| Украинская грекокатолическая церковь       | 4 345 000            | Византийский        |
| Сиро-малабарская католическая церковь      | 3 893 000            | Восточно-сирийский  |
| Маронитская католическая церковь           | 3 382 000            | Маронитский         |
| Мелькитская греческая католическая церковь | 1 652 000            | Византийский        |
| Румынская грекокатолическая церковь        | 535 000              | Византийский        |
| Русинская грекокатолическая церковь        | 487 000              | Византийский        |
| Армянская католическая церковь             | 566 000              | Армянский           |
| Халдейская католическая церковь            | 536 000              | Восточно-сирийский  |
| Сиро-маланкарская католическая церковь     | 438 000              | Западно-сирийский   |
| Венгерская католическая церковь            | 327 000              | Византийский        |
| Словацкая грекокатолическая церковь        | 233 000              | Византийский        |
| Эфиопская/Эритрейская католическая церковь | 227 000              | Эфиопский           |
| Коптская католическая церковь              | 166 000              | Коптский            |
| Сирийская католическая церковь             | 159 000              | Западно-сирийский   |
| другие                                     | 137 000              |                     |

#### Прочие католики
В разное время от Римско-Католической Церкви отделились свыше десятка групп, условно именуемые «неримские католики». Среди неримских католиков наиболее известные группы составляют консервативные католики (6 млн) и старокатолики (0,4 млн).

### Протестантизм
Вторым (по числу верующих) направлением христианства является протестантизм. В настоящее время в мире насчитывается ок. 800 млн протестантов

. В 92 странах мира протестантизм является крупнейшим направлением христианства, в том числе в 49 странах протестанты составляют большинство населения. К протестантам обычно относят:
- исторические протестантские церкви (кальвинисты, лютеране);
- протестантские конфессии, возникшие в рамках постреформационных движений (баптисты, англикане, методисты, адвентисты, пятидесятники);
- прихожан объединённых протестантских и не-деноминационных церквей;
- верующих независимых африканских движений;
- другие деноминации (Новоапостольская церковь и некоторые другие, принадлежность которых к протестантизму является спорным вопросом).

#### Крупнейшие протестантские течения
Численность основных протестантских течений (свыше 4 млн прихожан):
| #  | Название                                 | Численность | Примечание                                                                                           |
| -- | ---------------------------------------- | ----------- | --- |
| 1  | Пятидесятничество                        | 279 000 000 | ; включая неопятидесятников                                                                          |
| 2  | Баптизм                                  | 100 000 000 | ; включая ряд родственных баптизму течений                                                           |
| 3  | Объединённые церкви                      | 75 000 000  | см. ниже                                                                                             |
| 4  | Англиканство                             | 76 000 000  | по данным Англиканского сообщества — 85 млн, исключая Объединённые церкви                            |
| 5  | Лютеранство                              | 59 000 000  | по данным Всемирной лютеранской федерации — 74 млн, исключая Объединённые церкви                     |
| 6  | Методизм                                 | 48 000 000  | по данным Всемирного методистского совета — 80 млн, исключая Объединённые и перфекционистские церкви |
| 7  | Кальвинизм                               | 40 000 000  | по данным Всемирного союза реформатских церквей — 80 млн, исключая Объединённые церкви и англикан    |
| 8  | Независимые африканские церкви           | 30 000 000  | |
| 9  | Адвентизм                                | 25 000 000  | ; все адвентистские течения, включая детей                                                           |
| 10 | Независимые церкви католической традиции | 17 000 000  | Новоапостольская Церковь (10 млн), Филиппинская независимая церковь (6 млн) и др.                    |
| 11 | Перфекционизм                            | 13 000 000  | Церковь Назарянина, Христианский и миссионерский альянс и др.                                        |
| 12 | Реставрационисты                         | 9 000 000   | Церкви Христа, Ученики Христа, Международная церковь Христа и др.                                    |
| 13 | Анабаптизм                               | 4 000 000   | Меннониты, Амиши, Гуттериты, данкеры и др.                                                           |

#### Объединённые церкви
Объединёнными церквами называют церкви, образованные при слиянии разных протестантских деноминаций — лютеран, англикан, реформатов, пресвитериан, методистов, баптистов, квакеров и др. В большинстве случаев слияние было добровольным, в некоторых случаях — навязано государственными властями (Китайский христианский совет, Церковь Христа в Конго). Объединённые церкви насчитывают в своих рядах 75 млн верующих, процесс объединения разных протестантских групп продолжается.
Список крупных объединённых церквей (свыше 1 млн прихожан):
| Название церкви                         | Численность | Прим.         |
| --------------------------------------- | ----------- | ------------- |
| Евангелическая церковь Германии         | 23 700 000  |               |
| Китайский христианский совет            | 23 000 000  | [ 49 ] [ 50 ] |
| Церковь Южной Индии                     | 6 000 000   | [ 44 ]        |
| Объединённая Церковь Замбии             | 4 600 000   | [ 44 ]        |
| Церковь Иисуса Христа на Мадагаскаре    | 3 500 000   | [ 51 ]        |
| Церковь Северной Индии                  | 2 500 000   | [ 44 ]        |
| Протестантская церковь Нидерландов      | 2 100 000   |               |
| Объединённая церковь Канады             | 1 800 000   | [ 44 ]        |
| Объединяющаяся церковь в Австралии      | 1 300 000   | [ 44 ]        |
| Объединённая церковь Папуа-Новой Гвинеи | 1 000 000   | [ 44 ]        |

К объединённым церквам формально относится и Церковь Христа в Конго (25,5 млн). Церковь представляет собой федерацию из 64 автономных протестантских союзов, каждый из которых принято рассматривать отдельно; данные о численности верующих составных частей Церкви Христа в Конго включены в соответствующие конфессии.

### Православные и Древние восточные церкви
Третье крупное направление внутри христианства условно объединяет верующих Православной церкви и Древних восточных церквей. Данную группу можно разделить на три подгруппы: каноническое православие (180—227 млн), иные православные группы (17 млн) и Древние восточные церкви (70 млн).

#### Автокефальное (каноническое) православие
По числу верующих 15 автокефальных церквей расположены следующим образом (вместе с прихожанами автономных и самоуправляемых церквей):
|     | Церковь                                        | По данным книги «История религий» (2018 год) | По данным энциклопедии «Религии мира» (2010 год) | По данным энциклопедии «Народы и религии мира» (1998 год) | По данным «Всемирной христианской энциклопедии» (1995 год) | Данные сайта St John’s Orthodox Church, Colchester | По данным справочника «Восточные христианские церкви» (1999 год) |
| --- | ---------------------------------------------- | -------------------------------------------- | ------------------------------------------------ | --------------------------------------------------------- | ---------------------------------------------------------- | -------------------------------------------------- | ---------------------------------------------------------------- |
| 1.  | Русская православная церковь                   | 160 000 000                                  | 90—120 000 000                                   | 110 000 000                                               | 114 188 000                                                | 164 000 000                                        | 80 000 000                                                       |
| 2.  | Румынская православная церковь                 | 20 000 000                                   | 18 800 000                                       | 20 000 000                                                | 19 271 000                                                 | 18 800 000                                         | 19 800 000                                                       |
| 3.  | Элладская православная церковь                 | 10 000 000                                   | 9 000 000                                        | 10 000 000                                                | —                                                          | 10 000 000                                         | 9 025 000                                                        |
| 4.  | Болгарская православная церковь                | 8 000 000                                    | 6 350 000                                        | 6 000 000                                                 | 6 384 000                                                  | 6 500 000                                          | 8 000 000                                                        |
| 5.  | Сербская православная церковь                  | 8 000 000                                    | 8 000 000                                        | 9 900 000                                                 | 7 286 000                                                  | 8 000 000                                          | 8 000 000                                                        |
| 6.  | Константинопольская православная церковь       | 7 000 000                                    | 3 500 000                                        | 3 000 000                                                 | —                                                          | 2 800 000                                          | 3 500 000                                                        |
| 7.  | Грузинская православная церковь                | 3 000 000                                    | 3 600 000                                        | 3 300 000                                                 | 2 589 000                                                  | 3 500 000                                          | 3 500 000                                                        |
| 8.  | Антиохийская православная церковь              | 1 500 000                                    | 750 000                                          | 800 000                                                   | —                                                          | 900 000                                            | 750 000                                                          |
| 9.  | Александрийская православная церковь           | 1 000 000                                    | 250 000                                          | 700 000                                                   | —                                                          | 1 500 000                                          | 250 000                                                          |
| 10. | Польская православная церковь                  | 1 000 000                                    | 555 000                                          | 800 000                                                   | 1 021 000                                                  | 600 000                                            | 570 000                                                          |
| 11. | Православная церковь в Америке                 | 1 000 000                                    | 1 000 000                                        | 1 000 000                                                 | 2 030 000                                                  | 100 000                                            | 1 000 000                                                        |
| 12. | Албанская православная церковь                 | 700 000                                      | 400 000                                          | 300 000                                                   | —                                                          | 300 000                                            | 160 000                                                          |
| 12. | Кипрская православная церковь                  | 500 000                                      | 654 000                                          | 500 000                                                   | —                                                          | 650 000                                            | 442 000                                                          |
| 14. | Иерусалимская православная церковь             | 156 000                                      | 200 000                                          | 130 000                                                   | —                                                          | 130 000                                            | 130 000                                                          |
| 15. | Православная церковь Чешских земель и Словакии | 74 000                                       | 75 000                                           | 100 000                                                   | 72 000                                                     | 110 000                                            | 55 000                                                           |

#### Прочие православные группы
Примерно 17 млн православных верующих входят в церкви и движения, не признанные мировым (каноническим) православием. Условно, их можно разделить на:
- Древлеправославные течения (старообрядцы всех согласий и толков, 2,5 млн[57]);
- Старостильные церкви (4 млн, более 30 течений);
- Непризнанные национальные и независимые автокефалии (10 млн, 75 течений[15]);
- Реформированные православные церкви (харизматические, либеральные, эсхатологические и эзотерические группы).

#### Древние восточные церкви
В настоящее время Древние восточные церкви делятся на две различные группы:
1) Доэфесские церкви: несториане, отказавшиеся признать Третий Вселенский (Эфесский) собор и, соответственно, все последующие Вселенские соборы. В наши дни несториане представлены двумя организациями:
- Ассирийская церковь Востока — 500 тыс.[58].
- Древняя Ассирийская церковь Востока — 55 тыс.[59]

2) Древневосточные православные церкви: умеренные монофизиты (миафизиты), отказавшиеся от догматических определений Четвёртого Вселенского Собора — Халкидонского Собора. Поэтому их именуют дохалкидонскими церквами. В эту группу включены:
- Армяно-григориане:
  - Армянская апостольская церковь — 9,3 млн (в том числе Эчмиадзинский католикосат — 8 млн[60] и Киликийский католикосат — 1,3 млн[61]);

- Яковиты:
  - Маланкарская православная сирийская церковь — 2 млн[62]);
  - Независимая Якобитская Церковь Малабара — 21 тыс.[63];
  - Сиро-яковитская православная церковь — 1,43 млн[64];

- Копты, эфиопы и эритрейцы:
  - Коптская православная церковь — 12 млн[65];
  - Эритрейская православная церковь — 2 млн[66];
  - Эфиопская православная церковь — 39 млн[67].

- Реформированные монофизиты:
  - Церковь святого Фомы — 1,5 млн[68]

### Маргинальное христианство
Четвёртое направление в христианстве включает в себя никак не связанные между собой группы парахристианства (33 млн верующих). Это разные группы мормонизма (15 млн), Свидетели Иеговы и отколовшиеся от них группы (16,5 млн вместе с детьми), последователи Христианской науки, британские израилиты, христадельфиане, сведенборгиане и некоторые другие.

### Крупнейшие христианские церкви и деноминации
В списке представлены крупнейшие церкви и деноминации всех христианских конфессий:
| №  | Название                                                         | Верующих      | Приходов | Примечание                          |
| -- | ---------------------------------------------------------------- | ------------- | -------- | ----------------------------------- |
| 1  | Римско-католическая церковь (латинский обряд)                    | 1 197 000 000 | 275 000  | Католицизм                          |
| 2  | Русская Православная Церковь                                     | 160 000 000   | 38 649   | Православие                         |
| 3  | Ассамблеи Бога                                                   | 67 500 000    | 366 105  | Протестантизм (пятидесятники)       |
| 4  | Эфиопская православная церковь                                   | 39 000 000    | 40 000   | Древневосточные православные церкви |
| —  | Церковь Христа в Конго (федерация церквей)                       | 25 500 000    |          | Протестантизм                       |
| 5  | Адвентисты седьмого дня                                          | 25 000 000    | 72 144   | Протестантизм (адвентисты)          |
| 6  | Церковь Англии                                                   | 25 000 000    | 16 196   | Протестантизм (англикане)           |
| 7  | Евангелическая Церковь Германии                                  | 23 700 000    | 15 471   | Протестантизм                       |
| 8  | Китайский христианский совет                                     | 23 000 000    | 50 000   | Протестантизм                       |
| 9  | Англиканская церковь Нигерии                                     | 20 000 000    |          | Протестантизм (англикане)           |
| 10 | Румынская православная церковь                                   | 18 800 000    | 13 527   | Православие                         |
| 11 | Свидетели Иеговы                                                 | 16 500 000    | 115 416  | Парахристианство                    |
| 12 | Южная баптистская конвенция                                      | 16 200 000    | 45 764   | Протестантизм (баптисты)            |
| 13 | Церковь Иисуса Христа святых последних дней                      | 14 500 000    | 28 000   | Парахристианство                    |
| 14 | Объединённая методистская церковь (США)                          | 12 500 000    | 34 892   | Протестантизм (методисты)           |
| 15 | Коптская православная церковь                                    | 12 000 000    |          | Древневосточные православные церкви |
| 16 | Церковь «Китай за Христа»                                        | 12 000 000    |          | Протестантизм (пятидесятники)       |
| 17 | Церковь Уганды                                                   | 11 000 000    | 13 000   | Протестантизм (англикане)           |
| 18 | Новоапостольская церковь                                         | 10 000 000    | 64 688   | Протестантизм                       |
| 19 | Китайское евангельское братство                                  | 10 000 000    |          | Протестантизм (пятидесятники)       |
| 20 | Церковь Бога во Христе                                           | 10 000 000    | 15 000   | Протестантизм (пятидесятники)       |
| 21 | Украинская православная церковь Киевского патриархата (2011 год) | 10 000 000    | 4371     | Православие (альтернативное)        |

## География христианства

### Христианство по частям света
В таблице приведена численность христиан по частям света (2011 год). Христиане России отнесены к Европе.
| Часть света       | Численность христиан |
| ----------------- | -------------------- |
| Европа            | 558 824 000          |
| Латинская Америка | 542 670 000          |
| Африка            | 474 836 000          |
| Азия              | 354 254 000          |
| Северная Америка  | 231 032 000          |
| Океания           | 23 975 000           |

### Христианство по странам
Христианство представлено во всех 238 странах и территориях мира. Самыми распространёнными (по числу стран присутствия) христианскими конфессиями являются:
| №   | Конфессия или направление                      | Стран | Год  | Источник      | Примечание                                           |
| --- | ---------------------------------------------- | ----- | ---- | ------------- | ---------------------------------------------------- |
| —   | Пятидесятники / харизматы / неопятидесятники   | 238   | 2000 | [ 72 ] [ 73 ] |                                                      |
| —   | Внеконфессиональные христиане                  | 237   | 2000 | [ 72 ]        |                                                      |
| 1.  | Католики                                       | 235   | 2000 | [ 72 ]        | в том числе католики латинского обряда — 229 стран   |
| —   | Харизматическое движение                       | 235   | 2000 | [ 73 ]        | в том числе католики-харизматы — 234 страны          |
| —   | Протестанты (все)                              | 233   | 2000 | [ 72 ]        |                                                      |
| 2.  | Пятидесятники                                  | 225   | 2000 | [ 73 ]        | в том числе Ассамблеи Бога — 213 стран               |
| 3.  | Неопятидесятники                               | 225   | 2000 | [ 73 ]        |                                                      |
| —   | Маргинальные христиане (все)                   | 215   | 2000 | [ 72 ]        |                                                      |
| 4.  | Свидетели Иеговы                               | 239   | 2021 | [ 15 ] [ 75 ] |                                                      |
| 5.  | Адвентисты                                     | 199   | 1995 | [ 15 ]        | по собственным данным — 208 стран (2011)             |
| 6.  | Англикане                                      | 166   | 2000 | [ 72 ]        |                                                      |
| 7.  | Баптисты                                       | 163   | 1995 | [ 15 ]        | в том числе Всемирный союз баптистов — 121 страна    |
| 8.  | Новоапостольская церковь                       | 149   | 1995 | [ 15 ]        | по собственным данным — 190 стран (2010)             |
| 9.  | Реформаты и пресвитериане                      | 141   | 1995 | [ 15 ]        |                                                      |
| 10. | Православные и верующие дохалкидонских церквей | 135   | 2000 | [ 72 ]        | в том числе Русская православная церковь — 42 страны |
| 11. | Лютеране                                       | 122   | 1995 | [ 15 ]        |                                                      |
| 12. | Методисты                                      | 117   | 1995 | [ 15 ]        |                                                      |
| 13. | Плимутские братья                              | 113   | 1995 | [ 15 ]        |                                                      |
| 14. | Мормоны                                        | 102   | 1995 | [ 15 ]        | по собственным данным — 177 стран (2013).            |

В 158 странах мира христиане составляют большинство населения (более 50 процентов).
Почти половина всех христиан проживает в 10 странах (Pew Research Center, 2010 год):
| №  | Страна    | Число христиан | Преобладающее направление           |
| -- | --------- | -------------- | ----------------------------------- |
| 1  | США       | 246 790 000    | Протестантизм                       |
| 2  | Бразилия  | 175 770 000    | Католицизм                          |
| 3  | Мексика   | 107 780 000    | Католицизм                          |
| 4  | Россия    | 105 220 000    | Православие                         |
| 5  | Филиппины | 86 790 000     | Католицизм                          |
| 6  | Нигерия   | 80 510 000     | Протестантизм                       |
| 7  | Китай     | 67 070 000     | Протестантизм                       |
| 8  | ДРК       | 63 150 000     | Католицизм                          |
| 9  | Германия  | 58 240 000     | Протестантизм, Католицизм           |
| 10 | Эфиопия   | 52 580 000     | Древневосточные православные церкви |

В вышеприведённых данных Pew Research Center обращает на себя внимание весьма осторожная оценка численности китайских христиан (67 млн) и индийских христиан (31,85 млн; Индия в список не попала).
Ещё в 2001 году издание «Операция мир» британского стратега-миссиолога Патрика Джонстауна насчитала в Китае 91,5 млн христиан. В 2007 году, согласно Всемирной христианской базе данных, в Китае было уже 111 млн последователей Христа. Наконец, в 2010 году, по данным «Энциклопедии религий» Дж. Г. Мелтона, в Китае было 115 млн христиан. С учётом последних данных, Китай входит в тройку крупнейших христианских стран (по численности христиан уступая лишь США и Бразилии).
Численность христиан в Индии также является дискуссионной. Ряд изданий включают Индию в список 10 крупнейших по числу христиан стран (вместо Эфиопии). При этом, численность христиан в этой стране оценивается в 57 млн, 58 млн и даже в 71 млн верующих (данные на 2010 год).

## Распространение христианства
Христианские церкви и внецерковные организации предпринимают значительные усилия по распространению христианства среди нехристиан. При этом различают внутреннюю миссию (служение в стране своего проживания) и зарубежную миссию (служение вне страны своего проживания). По некоторым оценкам, до 12 млн христиан служат в различных национальных (внутренних) миссиях. Ещё 400 тыс. христиан служат зарубежными миссионерами; христианские миссионеры действуют во всех странах мира. Зарубежных миссионеров поддерживают 5 тыс. международных миссионерских агентств. Ежегодный бюджет подобных агентств составляет 45 млрд долларов (2015 год).
Примерно три четверти всех христианских зарубежных миссионеров были посланы 10 странами:
| №  | Страна           | Число посланных миссионеров |
| -- | ---------------- | --------------------------- |
| 1  | США              | 127 000                     |
| 2  | Бразилия         | 34 000                      |
| 3  | Франция          | 21 000                      |
| 4  | Испания          | 21 000                      |
| 5  | Италия           | 20 000                      |
| 6  | Республика Корея | 20 000                      |
| 7  | Великобритания   | 15 000                      |
| 8  | Германия         | 14 000                      |
| 9  | Индия            | 10 000                      |
| 10 | Канада           | 8500                        |

Идейной основой для миссионерской деятельности христиан служит т. н. Великое поручение Христа, записанное в Евангелии. Там же, в Евангелии Христос утверждает: «проповедано будет сие Евангелие Царствия по всей вселенной, во свидетельство всем народам; и тогда придёт конец» (Мф. 24:14). Т.о. выполнение «Великого поручения» связано с определёнными эсхатологическими ожиданиями и является признаком конца света. В связи с этим ряд христианских исследовательских центров уделяют пристальное внимание статистике распространения христианства. Народы и отдельные люди, которым никогда не было проповедано учение Христа, именуются «не евангелизированными» (или «не достигнутыми Евангелием»).
Значительных успехов в выполнении «Великого поручения» христиане достигли лишь за последние два века. Если в 1800 году с христианским вероучением не были знакомы три четверти населения мира (75 %), то к 1900 году их доля сократилась до 54 %. К середине XX века впервые в истории христианства доля «не достигнутых Евангелием» опустилась ниже 50 %. Процесс евангелизации продолжается: к 1970 году 45 % жителей планеты не были знакомы с христианским вероучением, в 2000 году их доля сократилась до 30 %. В настоящее время (2015 год) в мире насчитывается 2,14 млрд человек, которым никогда не было проповедано Евангелие; они составляют 29,3 % мирового населения.

## Динамика и прогнозы
Численность христиан продолжает расти. За десятилетие 1990—2000 гг. ежегодно число христиан увеличивалось на 25,2 млн человек. Причём 22,7 млн из этого числа приходилось на естественный прирост (разница между рождёнными в христианских семьях и умершими христианами), а 2,5 млн приходилось на обращённых в христианство (ежегодно переходило в христианство 19 млн человек и переставало быть христианами 16,5 млн человек). Численность христиан росла (1,36 % в год) медленнее, чем все мировое население (1,41 % в год). Из-за этого доля христиан незначительно снижалась.
За десятилетие 2000—2010 гг. ежегодно число христиан увеличивалось в среднем на 28,1 млн человек. В связи с замедлением темпов естественного прироста населения мира прирост христиан (1,32 % в 2013 году) вновь опережает среднемировой (1,18 % в 2013 году). В связи с этим доля христиан незначительно увеличится (33,8 % к 2025 году).
Согласно докладу профессора Тодда М. Джонсона, предоставленному в 2004 году, численность христиан продолжит расти и в будущем. В ближайшей перспективе (2005—2025 гг.) относительный прирост христиан (1,07 % в год) будет опережать и среднемировой (0,99 %) и общий прирост всех «нехристиан» (0,94 %). В абсолютных цифрах численность христиан будет расти быстрее всех, однако в относительных христиане (среди крупных религий) уступят мусульманам (1,66 % в год) и сикхам (1,16 %). К 2025 году, согласно Джонсону, доля христиан в общем населении мира составит 33,6 %; численность христиан увеличится на всех континентах, кроме Европы.